# Среща (филм, 1972)
Среща е българска телевизионна новела по разказа „Нож в гърба“ на Богдан Глогински от 1972 година по сценарий и режисура на Йосиф Йосифов. Оператор е Георги Ангелов .

## Актьорски състав
| В главните роли | Изпълнител        |
| --------------- | ----------------- |
|                 | Юрий Ангелов      |
|                 | Антон Карастоянов |